# Новозеландская чёрная акула
Новозеландская чёрная акула, или новозеландский этмоптерус (лат. Etmopterus baxteri) — вид акул рода чёрных колючих акул семейства Etmopteridae отряда катранообразных. Они обитают в юго-западной части Тихого океана на глубине от 878 до 1427 м. Максимальный зарегистрированный размер — 75 см. У них плотное тело тёмного окраса, брюхо темнее, покрыты фотофорами. У основания обоих спинных плавников имеются шипы. Анальный плавник отсутствует. Коммерческой ценности не имеют.

## Таксономия
Впервые вид научно описал в 1957 году новозеландский ихтиолог Джек Гаррик. Голотип представляет собой самку длиной 74,2 см, пойманную на глубине 915 м неподалёку от г. Каикоура, Новая Зеландия. Джек Гаррик, описавший новый вид, всё же испытывал сомнения относительно правомерности отделения его от большой чёрной акулы. В 1989 году Татикава признал новозеландскую чёрную акулу синонимом Etmopterus granulosus, однако, отделяя её от большой чёрной акулы. Вероятно, новозеландские чёрные акулы встречаются у побережья ЮАР, но для подтверждения этого факта необходимы дальнейшие исследования.

## Ареал
Новозеландские чёрные акулы обитают в юго-западной части Тихого океана, в восточной части Индийского океана и, возможно, на юго-востоке Атлантики и в западной части Индийского океана. Они встречаются у берегов Новой Зеландии и Австралии (Новый Южный Уэльс, Тасмания, Виктория).Эти акулы попадаются в верхней и средней части материкового склона на глубине от 2500 до 1500 м, чаще между 700 и 1400 м. Это один из самых распространённых видов, обитающих на таких глубинах в данном ареале.

## Описание
Максимальный зарегистрированный размер составляет 75 см. У этих акул плотное, сдавленное с боков тело с коротким хвостом. Расстояние от начала основания грудных плавников до воображаемой линии, проведённой вертикально через основание нижней лопасти хвостового плавника, меньше преджаберной длины. У взрослых акул основания грудных и брюшных плавников разнесены на значительное расстояние, в 1,5 раза превышающее длину головы. Ширина головы немного меньше пребранхиального расстояния. Расстояние от кончика рыла до брызгалец немного больше дистанции между брызгальцами и основанием грудных плавников. Жаберные щели довольно широкие, намного превышают ширину брызгалец.
Крупные овальные глаза вытянуты по горизонтали. Позади глаз имеются крошечные брызгальца. Ноздри размещены на кончике рыла. У основания обоих спинных плавников расположены рифлёные шипы. Второй спинной плавник и шип крупнее первых. Грудные плавники маленькие и закруглённые. Хвостовой стебель короткий, верхняя лопасть хвостового плавника удлинена, нижняя развита слабо. По бокам кожа плотно покрыта плакоидными чешуйками конической формы с крючком на конце. Окрас сверху тёмный, нижняя часть головы и брюхо окрашены в чёрный цвет с резкой границей. Над и позади грудных плавников пролегает узкая чёрная отметина. Такие же отметины имеются перед и позади брюшных плавников и вдоль оси основания хвостового плавника. Кожа на отметинах испещрена фотофорами.

## Биология
Новозеландские чёрные акулы размножаются яйцеживорождением. В помёте от 6 до 16 детёнышей. Самцы и самки достигают половой зрелости при длине 66 и 75 см соответственно. Длина новорожденных около 20 см. Являются активными хищниками, рацион которых составляют костистые рыбы, кальмары и ракообразные.

## Взаимодействие с человеком
Вид не представляет опасности для человека, не имеет коммерческой ценности. В качестве прилова регулярно попадает в коммерческие глубоководные сети. Международный союз охраны природы присвоил этому виду статус сохранности «Вызывающий наименьшие опасения».